# Sowica szarolica
Sowica szarolica (Ninox sumbaensis) – gatunek średniej wielkości ptaka z rodziny puszczykowatych (Strigidae). Występuje endemicznie w Indonezji, na wyspie Sumba. Jego naturalnym środowiskiem są subtropikalne i tropikalne wilgotne lasy wyżynne – pierwotne, wtórne, jak i zdegradowane; występuje w przedziale wysokości 600–950 m n.p.m.
Sowica szarolica została opisana naukowo dopiero w 2002 roku, choć już pod koniec lat 80. XX wieku donoszono o obecności na wyspie nieznanego nauce gatunku sowy; niektórzy autorzy sądzili jednak, że może to być błędnie zidentyfikowana sowica plamkogłowa (Ninox rudolfi) lub syczek rdzawy (Otus alfredi). Dokładniejsze badania (w tym genetyczne) holotypu odłowionego w grudniu 2001 roku potwierdziły odrębność gatunkową tego taksonu.
Wymiary holotypu: długość ciała 230 mm, długość skrzydła 176 mm, długość ogona 99,5 mm; masa ciała 90 g.
W Czerwonej księdze gatunków zagrożonych Międzynarodowej Unii Ochrony Przyrody od 2004 sowica szarolica była zaliczana do kategorii NT (bliski zagrożenia). W 2017 zmieniono kategorię na EN (zagrożony), czego powodem było skurczenie się obszaru występowania wskutek wycinki lasów.